# Australian Darts Masters
De Australian Darts Masters is een darttoernooi van de PDC dat plaatsvind in Australië. Sinds 2024 maakt het deel uit van de World Series of Darts. In de jaren daarvoor werd in Wollongong al de New South Wales Darts Masters gehouden.

## Finales
| Jaar | Winnaar              | Legs  | Runner-up              | Prijzengeld | Prijzengeld | Prijzengeld | Plaats     | Bron  |
| Jaar | Winnaar              | Legs  | Runner-up              | Winnaar     | Runner-up   | Totaal      | Plaats     | Bron  |
| ---- | -------------------- | ----- | ---------------------- | ----------- | ----------- | ----------- | ---------- | ----- |
| 2024 | Gerwyn Price (94.24) | 8 – 1 | Luke Littler (99.42)   | £20.000     | £10.000     | £60.000     | Wollongong |       |
| 2025 | Luke Littler (99.10) | 8 – 4 | Mike De Decker (89.74) | £20.000     | £10.000     | £60.000     | Wollongong | [ 1 ] |

Sjabloon:Navigatie Australian Darts Masters